# Мунис, Андре
Андре Мунис де Агияр (порт.-браз. André Muniz de Aguiar; род. 17 февраля 1990, Монтис-Кларус) — бразильский боец смешанных единоборств, представитель средней весовых категорий. Начал профессиональную спортивную карьеру в 2009 году выступлением в региональных промоушенах, с 2019 года выступает в бойцовской организации Ultimate Fighting Championship.

## Карьера в смешанных единоборствах

### Ранняя карьера
Мунис начал свою карьеру, тренируясь с такими бойцами, как Тиагу Сантус и Луис Энрике в Tata Fight Team, и подрабатывая личным тренером в перерывах между боями. Начав с победы решением над бывшей звездой Pride Fighting Championships и чемпионом World Extreme Cagefighting в среднем весе Паулу Филью на турнире Bitetti Combat 19 прошедшем 6 февраля 2014 года, Мунис выиграл 10 из следующих 11 поединков в период с 2014 по 2018 год, и в итоге получил предложение принять участие в претендентской серии Дэйны Уайта.

### Претендентская серия Дэйны Уайта
Мунис был приглашён на бразильскую версию претендентской серии Дэйны Уайта (Dana White’s Contender Series Brazil 2) 11 августа 2018 года. Он выиграл бой единогласным решением у Бруно Ассиса, но эта победа не принесла ему контракта с UFC.
Спустя год Мунис вернулся, чтобы сразиться с непобеждённым Тейлором Джонсоном на турнире Dana White’s Contender Series 23 прошедшем 6 августа 2019 года. Он победил Джонсона удушающим приёмом сзади в первом раунде и получил право на контракт с UFC.

### Ultimate Fighting Championship
После двух побед в претендентской серии Дэйны Уайта Мунис подписал контракт с UFC. Он дебютировал 16 ноября 2019 года против Антониу Арройо на UFC Fight Night: Блахович vs. Жакаре. Мунис выиграл бой единогласным решением.
Второй бой Мунис провёл против Бартоша Фабиньского 5 сентября 2020 года на турнире UFC Fight Night: Оверим vs. Сакаи. Мунис выиграл бой проведя рычаг локтя в первом раунде.
23 января 2021 года Мунис должен был встретиться с Эндрю Санчесом на UFC 257, но снялся и был заменён Махмудом Мурадовым.
15 мая 2021 года Мунис встретился с Роналду Соузой на UFC 262. Мунис выиграл бой, сломав руку Соузы рычагом локтя в первом раунде. Эта победа была названа «сдачей года» средствами массовой информации и самой UFC.
11 декабря 2021 года Мунис должен был встретиться с Дрикусом дю Плесси на UFC 269, но дю Плесси снялся с турнира из-за травмы и его заменил Эрик Андерс. Мунис выиграл бой рычагом локтя в первом раунде.
16 апреля 2022 года Мунис должен был встретиться с Юраем Холлом на UFC Fight Night: Холм vs. Виейра, но Холл снялся с турнира и бой был отменён. Встреча с Холлом состоялась 2 июля 2022 года на UFC 276. Мунис выиграл единогласным решением.
25 февраля 2023 года Мунис встретился с Бренданом Алленом на UFC Fight Night: Мунис vs. Аллен. Мунис проиграл бой удушающим захватом сзади в третьем раунде.

## Личная жизнь
Мунис отец двух дочерей. На бонусные деньги за победу над Бартошем Фабиньским на UFC Fight Night: Оверим vs. Сакаи в сентябре 2020 года он приобрёл земельный участок, на котором планирует построить дом для своей семьи.

## Статистика в смешанных единоборствах
По данным Sherdog:
| Боёв 31  | Побед 24 | Поражений 7 |
| -------- | -------- | ----------- |
| Нокаутом | 4        | 6           |
| Сдачей   | 15       | 1           |
| Решением | 5        | 0           |

| Результат | Рекорд | Соперник              | Способ                                | Турнир                                                                   | Дата            | Раунд | Время | Место                                 | Примечание               |
| --------- | ------ | --------------------- | ------------------------------------- | ------------------------------------------------------------------------ | --------------- | ----- | ----- | ------------------------------------- | ------------------------ |
| Поражение | 24-7   | Икрам Алискеров       | TKO (удары)                           | UFC on ESPN: Мачадо Гэрри vs. Пратес                                     | 26 апреля 2025  | 1     | 4:54  | Канзас, Миссури, США                  |                          |
| Победа    | 24-6   | Пак Чун Ён            | Раздельное решение                    | UFC Fight Night: Сун vs. Гутьеррес                                       | 9 декабря 2023  | 3     | 5:00  | Лас-Вегас, Невада, США                |                          |
| Поражение | 23-6   | Пол Крейг             | Технический нокаут (удары)            | UFC Fight Night: Аспиналл vs. Тыбура                                     | 22 июля 2023    | 2     | 4:40  | Лондон, Англия, Великобритания        |                          |
| Поражение | 23-5   | Брендан Аллен         | Сдача (удушение сзади)                | UFC Fight Night: Мунис vs. Аллен                                         | 25 февраля 2023 | 3     | 4:25  | Лас-Вегас, Невада, США                |                          |
| Победа    | 23-4   | Юрая Холл             | Единогласное решение                  | UFC 276                                                                  | 2 июня 2022     | 3     | 5:00  | Лас-Вегас, Невада, США                |                          |
| Победа    | 22-4   | Эрик Андерс           | Сдача (рычаг локтя)                   | UFC 269                                                                  | 11 декабря 2021 | 1     | 3:13  | Лас-Вегас, Невада, США                |                          |
| Победа    | 21-4   | Роналду Соуза         | Техническая сдача (рычаг локтя)       | UFC 262                                                                  | 15 мая 2021     | 1     | 3:59  | Хьюстон, Техас, США                   |                          |
| Победа    | 20-4   | Бартош Фабиньский     | Сдача (рычаг локтя)                   | UFC Fight Night: Оверим vs. Сакаи                                        | 5 сентября 2020 | 1     | 2:42  | Лас-Вегас, Невада, США                | «Выступление вечера» (1) |
| Победа    | 19-4   | Антониу Арройо        | Единогласное решение                  | UFC Fight Night: Блахович vs. Жакаре                                     | 16 ноября 2019  | 3     | 5:00  | Лас-Вегас, Невада, США                |                          |
| Победа    | 18-4   | Тейлор Джонсон        | Сдача (удушение сзади)                | Dana White’s Contender Series — Season 3, Episode 7                      | 6 августа 2019  | 1     | 1:46  | Лас-Вегас, Невада, США                |                          |
| Победа    | 17-4   | Бруно Ассис           | Единогласное решение                  | Dana White’s Tuesday Night Contender Series Brazil — Season 1, Episode 2 | 11 августа 2018 | 3     | 5:00  | Лас-Вегас, Невада, США                |                          |
| Победа    | 16-4   | Вильянедсон Пайва     | Сдача (рычаг локтя)                   | Watch Out Combat Show 49                                                 | 24 марта 2018   | 1     | 0:38  | Рио-де-Жанейро, Бразилия              |                          |
| Победа    | 15-4   | Жуан Паулу дус Сантус | Технический нокаут (удары)            | Watch Out Combat Show 48                                                 | 15 декабря 2017 | 1     | 1:18  | Рио-де-Жанейро, Бразилия              |                          |
| Поражение | 14-4   | Азамат Мурзаканов     | Нокаут (удар)                         | Tech-Krep FC — International Caucasian Fight Championship                | 2 октября 2016  | 1     | 0:50  | Нальчик, Кабардино-Балкария, Россия   |                          |
| Победа    | 14-3   | Веллингтон Лима       | Сдача (удушение сзади)                | War of Champions 6                                                       | 29 апреля 2016  | 1     | 1:30  | Монтис-Кларус, Минас-Жерайс, Бразилия |                          |
| Победа    | 13-3   | Карлос Эдуардо Силва  | Сдача (гильотина)                     | X-Fight MMA 12 — 2015 Brazil Grand Prix: Semifinals                      | 14 ноября 2015  | 1     | 0:45  | Сан-Паулу, Бразилия                   |                          |
| Победа    | 12-3   | Флавио Магон          | Сдача (треугольник)                   | X-Fight MMA 11 — 2015 Brazil Grand Prix: Phase 2                         | 21 августа 2015 | 1     | 2:15  | Араракуара, Сан-Паулу, Бразилия       |                          |
| Победа    | 11-3   | Хосе Сантус           | Сдача (удушение треугольником)        | Coliseu Extreme Fight 12                                                 | 9 мая 2015      | 2     | 4:36  | Арапирака, Алагоас, Бразилия          |                          |
| Победа    | 10-3   | Рафаэл Корреия        | Сдача (удушающий приём)               | Face To Face 10 — Pedra vs. Boxer                                        | 21 февраля 2015 | 1     | н/д   | Рио-де-Жанейро, Бразилия              |                          |
| Победа    | 9-3    | Жуан Паулу дус Сантус | Сдача (удушение треугольником)        | Watch Out Combat Show 40                                                 | 13 декабря 2014 | 1     | 2:40  | Рио-де-Жанейро, Бразилия              |                          |
| Победа    | 8-3    | Марсело Барбоза       | Сдача (гильотина)                     | Watch Out Combat Show 34                                                 | 24 мая 2014     | 1     | н/д   | Монтис-Кларус, Минас-Жерайс, Бразилия |                          |
| Победа    | 7-3    | Паулу Филью           | Единогласное решение                  | Bitetti Combat 19                                                        | 6 февраля 2014  | 3     | 5:00  | Манаус, Амазонас, Бразилия            |                          |
| Поражение | 6-3    | Хулио Сезар Сантус    | Технический нокаут (удары)            | Watch Out Combat Show 30                                                 | 18 октября 2013 | 2     | 1:05  | Монтис-Кларус, Минас-Жерайс, Бразилия |                          |
| Победа    | 6-2    | Тьяго Монако          | Сдача (удушающий приём)               | Bitetti Combat 16                                                        | 19 июля 2013    | 1     | 2:48  | Рио-де-Жанейро, Бразилия              |                          |
| Победа    | 5-2    | Даниэл Оливейра       | Нокаут (удар)                         | Watch Out Combat Show 24                                                 | 23 марта 2013   | 1     | 2:55  | Монтис-Кларус, Минас-Жерайс, Бразилия |                          |
| Победа    | 4-2    | Родриго Карлос        | Сдача (треугольник)                   | Watch Out Combat Show 22                                                 | 9 ноября 2012   | 2     | 0:00  | Рио-де-Жанейро, Бразилия              |                          |
| Поражение | 3-2    | Дуглас Моура          | Технический нокаут (удары)            | Jungle Fight 39                                                          | 12 мая 2012     | 1     | 2:51  | Рио-де-Жанейро, Бразилия              |                          |
| Победа    | 3-1    | Вагнер Силва          | Технический нокаут (удары)            | Fight Brazil Combat                                                      | 1 октября 2011  | 2     | 1:15  | Монтис-Кларус, Минас-Жерайс, Бразилия |                          |
| Поражение | 2-1    | Хулио Сезар Сантус    | Технический нокаут (остановка врачом) | Bitetti Combat 9 — Middleweight Combat Cup                               | 18 июня 2011    | 1     | 5:00  | Ботафого, Рио-де-Жанейро, Бразилия    |                          |
| Победа    | 2-0    | Пауло Виктор Франко   | Технический нокаут (удары)            | Fight Brazil Combat                                                      | 15 ноября 2009  | 3     | 0:00  | Монтис-Кларус, Минас-Жерайс, Бразилия |                          |
| Победа    | 1-0    | Ари Сантус            | Сдача (треугольник)                   | Fight Brazil Combat 11                                                   | 3 апреля 2009   | 1     | 0:00  | Монтис-Кларус, Минас-Жерайс, Бразилия |                          |